# Ferrari 599XX
De Ferrari 599XX is een experimentele sportwagen van het Italiaanse automerk Ferrari niet geschikt voor de openbare weg. De 599XX is gebaseerd op de 599 GTB Fiorano en wordt, net als de FXX, verkocht als een exclusieve circuitauto. De auto werd in 2009 voor het eerst aan het publiek getoond tijdens de Autosalon van Genève.

## Techniek
De 599XX is uitgerust met dezelfde 6,0L V12 motor als de 599 GTB Fiorano waarvan het vermogen is verhoogd tot 720 pk, dat bereikt wordt bij 9.000 rpm. De semiautomatische versnellingsbak wisselt in 60 milliseconden van versnelling.

## Productie
De verkoop was evenals de FXX gelimiteerd tot een selecte, door Ferrari gekozen groep klanten. Deze kunnen dan op door Ferrari georganiseerde circuitdagen met de 599XX gaan rijden onder het zogenaamde "Corse Clienti" programma. De auto kostte 1.1 miljoen euro (of 1.5 miljoen dollar) en er zijn er 29 van gemaakt.
In het voorjaar van 2010 maakte Ferrari bekend dat de 599XX als eerste productie-afgeleide auto een rondetijd van onder de zeven minuten had afgelegd op de Nürburgring Nordschleife (een afgesloten stuk weg van bijna 21 kilometer lengte).

## XX Evo
De Ferrari 599XX Evo werd eind 2011 geïntroduceerd. De auto werd voor het eerst gepresenteerd op de autosalon van Bologna. Het is de doorontwikkelde versie van de Ferrari 599XX. De auto is vooral verbeterd op het gebied van aerodynamica en onderscheidt zich verder door een splitter aan de voorzijde en een nieuwe, grote spoiler met DRS. De wagen is tevens 35 kg lichter en er zijn nog wat kleine veranderingen. Het vermogen is verder verhoogd naar 750 pk. Een klant moet voor de conversie moet je eerst een standaard 599XX aanschaffen, en betaald daarna nog  €190.000,- voor het Evo pakket.